# DDR-Meisterschaften im Hallenfaustball 1957/58
Die DDR-Meisterschaften im Hallenfaustball 1957/58 waren die sechste Austragung der DDR-Meisterschaften der Männer und Frauen im Hallenfaustball der DDR in der Saison 1957/58. Die Meisterschaftsfinalspiele fanden am 29. und 30. März 1958 auf dem Gelände der DHfK in Leipzig statt.

## Frauen
Die Mannschaften waren in drei Staffeln eingeteilt. Stahl Megu Leipzig und Empor Barby tauschten die Staffeln. 
Für die Meisterschaftsspiele qualifizierten sich die beiden Besten jeder Staffel.
Die Spieltage waren wie folgt terminiert:
1. Spieltag
- Staffel I: 7. Dezember 1957 in Dresden (Lok-Sporthalle)[3]
- Staffel II: 12. Januar 1958 in Rostock-Marienehe
- Staffel III: 1. Februar 1958 in Erfurt[1]

2. Spieltag
- Staffel I: 18. Januar 1958 in Großenhain
- Staffel II: 8. Februar 1958 in Halle/Saale
- Staffel III: 9. Februar 1958 in Staßfurt[1]

Endstand
| Mannschaft                 | Punkte |
| -------------------------- | ------ |
| Motor Görlitz Mitte I      | 14:2   |
| Motor Görlitz Mitte II (N) | 14:2   |
| Rotation Dresden Mitte     | 6:10   |
| TSC Oberschöneweide        | 4:12   |
| Turbine Bewag Berlin       | 2:14   |

| Mannschaft          | Punkte |
| ------------------- | ------ |
| Empor Barby (M)     | 15:1   |
| Lok Köthen          | 9:7    |
| Lok Schwerin        | 8:8    |
| Einheit Rostock     | 8:8    |
| Motor Stralsund (N) | 0:16   |

| Mannschaft          | Punkte |
| ------------------- | ------ |
| Stahl Megu Leipzig  | 12:4   |
| Motor West Suhl (N) | 11:5   |
| Einheit Weimar      | 9:7    |
| Chemie Jena         | 5:11   |
| Aktivist Staßfurt   | 3:13   |

Aus nicht bekannten Gründen nahmen die Frauen von Stahl Megu Leipzig als Sieger der Staffel III nicht an den Meisterschaftsspielen teil. Es gibt in der Quelle lediglich den Hinweis, dass „hier noch nicht alles klar [ist]“. Schließlich nahm der Drittplatzierte der Staffel, Einheit Weimar, an Stelle der Leipzigerinnen an der Meisterschaftsendrunde teil.
Auf-/Abstieg: Der letzte jeder Staffel stieg in die Liga ab. Bei den Aufstiegsspielen setzten sich Stahl Eisleben (Bezirksgruppe West), Motor Rathenow (Nord) und Lok Görlitz (Süd) durch.
Finalspiele
| Platz | Mannschaft             | Punkte |
| ----- | ---------------------- | ------ |
| 1.    | Empor Barby            | 10:0   |
| 2.    | Motor Görlitz Mitte I  | 8:2    |
| 3.    | Lok Köthen             | 6:4    |
| 4.    | Motor Görlitz Mitte II | 4:6    |
| 5.    | Motor West Suhl        | 2:8    |
| 6.    | Einheit Weimar         | 0:10   |

Kader des Siegers:
|  | BSG Empor Barby: Edith Brandis, Rosemarie Wehwer, Erika Voigt, Hannelore Pilz, Galina Trapp, Erika Tippmann |

## Männer
Die Mannschaften waren in drei Staffeln eingeteilt.
Für die Meisterschaftsspiele qualifizierten sich die beiden Besten jeder Staffel.
Die Spieltage waren wie folgt terminiert:
1. Spieltag
- Staffel 1: 7. Dezember 1957 in Dresden (Lok-Sporthalle)
- Staffel 2: 9. Februar 1958 in Halle/Saale[7]
- Staffel 3: 30. November 1957 in Erfurt (Thüringenhalle)

2. Spieltag
- Staffel 1: 19. Januar 1958 in Großenhain[8]
- Staffel 2: 9. Februar 1958 in Halle/Saale
- Staffel 3: 9. Februar 1958 in Staßfurt

Endstand
| Mannschaft           | Punkte |
| -------------------- | ------ |
| Aktivist Hirschfelde | 17:3   |
| Lok Dresden          | 13:7   |
| Motor Rochlitz       | 10:10  |
| Fortschritt Zittau   | 8:12   |
| Motor Dresden Ost    | 8:12   |
| Motor Großenhain     | 4:16   |

| Mannschaft               | Punkte |
| ------------------------ | ------ |
| Stahl Megu Leipzig       | 18:2   |
| Empor Barby              | 12:8   |
| Fortschritt Glauchau (N) | 10:10  |
| Lok Bitterfeld           | 10:10  |
| Motor Zwickau Süd        | 7:13   |
| Einheit Halle            | 3:17   |

| Mannschaft             | Punkte |
| ---------------------- | ------ |
| Wissenschaft Halle (M) | 18:2   |
| Motor Erfurt West      | 14:6   |
| Lok LVB Leipzig        | 9:11   |
| Empor Rudolstadt       | 8:12   |
| Lok Güstrow (N)        | 6:14   |
| Fortschritt Apolda     | 5:15   |

Auf-/Abstieg: Der letzte jeder Staffel stieg in die Liga ab. Bei den Aufstiegsspielen setzten sich Motor Erfurt West 2 (Bezirksgruppe West), Lok Wittstock (Nord) und Aktivist Freienhufen (Süd) durch.
Finalspiele
| Platz | Mannschaft             | Punkte |
| ----- | ---------------------- | ------ |
| 1.    | Aktivist Hirschfelde   | 10:0   |
| 2.    | Lok Dresden            | 8:2    |
| 3.    | HSG Wissenschaft Halle | 6:4    |
| 4.    | Empor Barby            | 4:6    |
| 5.    | Stahl Megu Leipzig     | 2:8    |
| 6.    | Motor Erfurt West      | 0:10   |

Kader des Siegers:
|  | BSG Aktivist Hirschfelde: Klaus Petzold, Horst Steudte, Wolfgang Lamprecht, Manfred Aust, Dieter Wanke, Posselt |